# Григор'єв Володимир Вікторович (білоруський діяч)
Володимир Вікторович Григор'єв (нар. 5 квітня 1941, село Каничі, тепер Костюковицького району Могильовської області, Республіка Білорусь — 17 серпня 2011, місто Вітебськ, Республіка Білорусь) — радянський і білоруський діяч, дипломат, 1-й секретар ЦК ЛКСМ Білорусії, секретар ЦК ВЛКСМ, голова Брестського облвиконкому, 1-й секретар Вітебського обласного комітету КП Білорусії, надзвичайний і повноважний посол Республіки Білорусь в Російській Федерації. Член Бюро ЦК ВЛКСМ з квітня 1974 по березень 1981 року. Кандидат у члени ЦК КПРС у 1986—1989 роках. Член ЦК КПРС у 1989—1991 роках. Депутат Верховної Ради СРСР 11-го скликання. Народний депутат СРСР (1989—1991).

## Життєпис
Народився в родині службовців. Родина проживала в селі Белинковичі Костюковицького району Могильовської області. Закінчив середню школу.
У 1958 році — помічник комбайнера Селецьковської машинно-тракторної станції (МТС), у 1958—1959 роках — машиніст-дизеліст, комбайнер колгоспу Костюковицького району Могильовської області.
У 1959 році — літературний працівник сільськогосподарського відділу Костюковицької районної газети «Сцяг камунізма».
У листопаді 1959 — серпні 1960 року — 2-й секретар Костюковицького районного комітету комсомолу (ЛКСМ Білорусії).
Член КПРС з 1960 року.
У серпні 1960 — квітні 1962 року — 1-й секретар Костюковицького районного комітету ЛКСМ Білорусії.
У квітні — вересні 1962 року — комсомольський організатор Могильовського обласного комітету ЛКСМ Білорусії по Костюковицькому виробничому колгоспно-радгоспному управлінню.
У вересні 1962 — вересні 1965 року — в Радянській армії. Служив інструктором політичного відділу 160-го окремого зенітного артилерійського полку в місті Бобруйську Могильовської області.
У вересні 1965 — січні 1966 року — інструктор, завідувач відділу комсомольських організацій Могильовського обласного комітету ЛКСМ Білорусії.
У січні 1966 — лютому 1968 року — 2-й секретар, у лютому 1968 — травні 1970 року — 1-й секретар Могильовського обласного комітету ЛКСМ Білорусії.
У 1969 році закінчив заочно Білоруську сільськогосподарську академію.
У травні 1970 — січні 1972 року — секретар ЦК ЛКСМ Білорусії. Займався питаннями роботи сільських комсомольських організацій.
У січні — квітні 1972 року — заступник завідувача відділу комсомольських органів ЦК ВЛКСМ, у квітні 1972 — лютому 1974 року — завідувач відділу сільської молоді ЦК ВЛКСМ.
У лютому — травні 1974 року — 1-й секретар ЦК ЛКСМ Білорусії.
У квітні 1974 — березні 1981 року — секретар ЦК ВЛКСМ.
У 1980—1983 роках — 2-й секретар Брестського обласного комітету КП Білорусії.
У 1983—1985 роках — голова виконавчого комітету Брестської обласної ради народних депутатів.
У 1985 році закінчив Академію суспільних наук при ЦК КПРС.
У 1985—1986 роках — інспектор відділу організаційно-партійної роботи ЦК КПРС.
6 січня 1986 — серпень 1991 року — 1-й секретар Вітебського обласного комітету КП Білорусії.
Одночасно у квітні 1990 — 1991 року — голова Вітебської обласної ради народних депутатів.
У 1992—1996 роках — генеральний директор Вітебського виробничого об'єднання «Доломіт».
У 1996—1997 роках — 1-й заступник керуючого справами виконавчого комітету Союзу Білорусі і Росії.
У 1997 — серпні 2006 року — надзвичайний і повноважний посол Республіки Білорусь в Російській Федерації. Одночасно у 2002—2006 роках — представник Республіки Білорусь при Євразійському економічному співтоваристві.
З 2006 року — персональний пенсіонер. Помер 17 серпня 2011 року в місті Вітебську.

## Нагороди і звання
- орден Трудового Червоного Прапора (12.06.1981)
- три ордени «Знак Пошани» (1971, 1976)
- орден Вітчизни ІІ ст. (Білорусь) (31.08.2006)
- орден Вітчизни ІІІ ст. (Білорусь) (5.04.2001)
- медалі
- Почесні грамоти Президії Верховної Ради Білоруської РСР (1970, 1971)
- Подяка президента Російської Федерації (2.11.2006)